# Буремні дев'яності (США)
Буремні дев'яності (англ. The roaring nineties), — за визначенням економіста-нобелянта Джозефа Стігліца, епоха економічного процвітання США, яка тривала 9 років: від економічної рецесії 1990—1991 років до кінця 2000 року (107 місяців безперервного економічного зростання). На піку економічного буму, в 1999 році, зростання ВВП США становило 6%.